# Zbigniew Ciechan

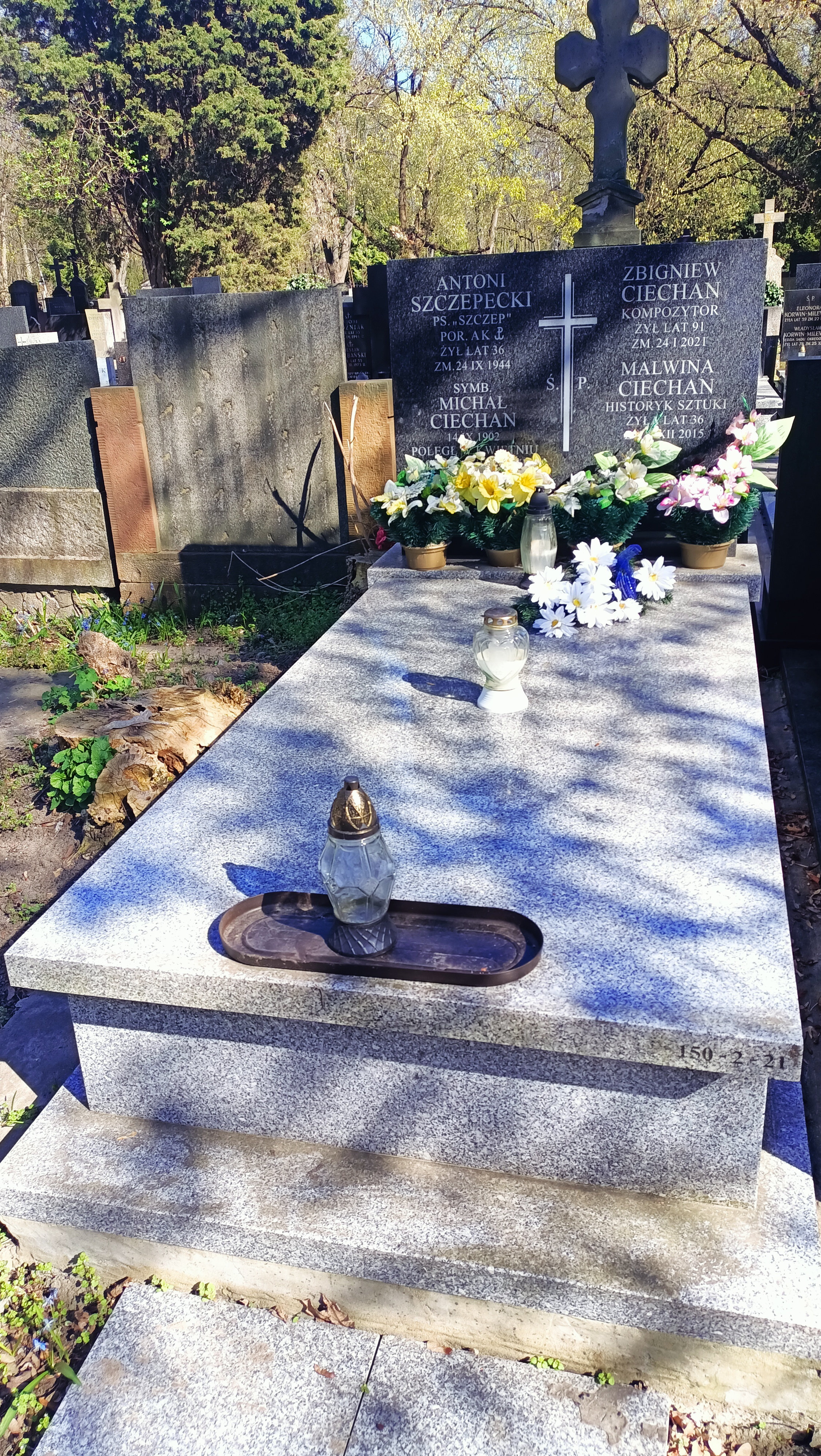
Grób Zbigniewa Ciechana na cmentarzu Powązkowskim w Warszawie

Zbigniew Ciechan (ur. 9 listopada 1929 w Bystramowcach na Wileńszczyźnie, zm. 24 stycznia 2021 w Warszawie) – polski kompozytor muzyki rozrywkowej, symfonicznej, teatralnej, baletowej, chóralnej oraz kameralnej; autor muzyki do piosenek dla dzieci i dorosłych; pianista, aranżer, pedagog; także autor podręczników do nauki muzyki i dyrygent.

## Życiorys
Do 1939 mieszkał wraz z rodzicami w miejscowości Krasne nad Uszą przy granicy z Rosją Radziecką.
W 1946 z matką i młodszym bratem osiedlili się w Siennicy Różanej, w marcu 1948 Zbigniew przeniósł się do Jaczowa k. Głogowa. W Powiatowym Ognisku Muzycznym udzielał lekcji fortepianu i akordeonu, prowadził naukę zasad muzyki i solfeżu oraz grał na kontrabasie w małej orkiestrze złożonej z nauczycieli muzyki. Jednocześnie kontynuował naukę w Zaocznym Liceum Korespondencyjnym w Legnicy. Od 1951 pracował w szkole podstawowej w Bytomiu Odrzańskim jako nauczyciel języka polskiego, rosyjskiego i umuzykalnienia oraz prowadził chór. W 1953 został przeniesiony do liceum ogólnokształcącego w Zielonej Górze na stanowisko nauczyciela języka polskiego i do Państwowej Szkoły Muzycznej I stopnia, gdzie nauczał gry na akordeonie. W 1955 zdał z wyróżnieniem maturę i rozpoczął studia na wydziale pedagogiczno-instruktorskim Państwowej Wyższej Szkoły Muzycznej w Poznaniu. Po pierwszym semestrze podjął dodatkowo naukę na wydziale kompozycji i teorii - jego pierwszym nauczycielem kompozycji był Stefan Bolesław Poradowski. W 1958 był krótko studentem Tadeusza Szeligowskiego, kilka miesięcy później przeniósł się do Warszawy, do klasy profesora Witolda Rudzińskiego. Ukończył studia na Wydziale Teorii i Kompozycji Państwowej Wyższej Szkoły Muzycznej w Warszawie (dyplom z kompozycji otrzymał w 1961, rok później obronił pracę magisterską z teorii specjalnej). W latach 1961–1966 był kierownikiem muzycznym warszawskiego kabaretu studenckiego Stodoła. Następnie taką funkcję pełnił w zespole Alibabki (w 1964) oraz Zespole Artystycznym Wojska Polskiego „Granica” (w latach 1966–1970). W latach 1967–1970 prowadził zajęcia z aranżacji na wydziale kompozycji Akademii Muzycznej w Warszawie. W latach 1979–1981 wykładał aranżację i inne przedmioty muzyczne w Instytucie Wychowania Muzycznego WSP w Kielcach. W Państwowej Szkole Baletowej w Warszawie był nauczycielem umuzykalnienia i historii muzyki.
Współpracował z Polskim Radiem, w którym współtworzył audycje edukacyjne i popularyzatorskie dla dzieci i młodzieży (Redakcja Muzyki dla Dzieci). Przez wiele lat był związany z czasopismem „Wychowanie Muzyczne”, w którym, w latach 1984−2013, pełnił funkcję redaktora, opiekuna Dodatku muzycznego.
Zajmował się opracowywaniem popularnych utworów muzycznych innych kompozytorów. Jest też autorem tekstu piosenki Toruń pachnie piernikami, którą śpiewał Andrzej Bogucki. Utwory skomponowane przez Ciechana wykonywali m.in.: Halina Frąckowiak, Krystyna Konarska, Leonard Mróz, Józef Nowak, Łucja Prus, Sława Przybylska, Ewa Śnieżanka, Juliusz Wystup, Andrzej Żarnecki, Violetta Villas.
Członek Związku Kompozytorów Polskich i Stowarzyszenia Autorów ZAiKS.
Zmarł w Warszawie, pochowany 5 lutego 2021 na cmentarzu Powązkowskim (kwatera 150-2-21).

## Kompozycje

### Muzyka teatralna
- Hokus-Pokus
- Przygody Fipcia Fatałaszka
- O Jaśku Wędrowniczku

### Wybrane piosenki
- Co to znaczy kum? (sł. Marian Załucki)
- Droga Warszawo (1990)
- Idzie świt (1964)
- Seven Up (2006)
- Takiemu to dobrze (sł. Stanisław Werner, Mirosław Łebkowski)
- Wojsko od rana śpiewa (sł. Andrzej Jastrzębiec-Kozłowski)

## Publikacje
- Aranżacja (pierwszy w Polsce podręcznik aranżacji muzyki rozrywkowej) (1970, wznowienie 1995)
- Nauczyciel i twórczość muzyczna uczniów
- Zabawy z echem
- Grająca klawiatura: przewodnik dla nauczycieli, uczniów i samouków wraz z komentarzem metodycznym (Warszawa, Wydawnictwo Muzyczne Agencji Autorskiej 1992)

## Nagrody i wyróżnienia
- 1963 – nagroda Polskiego Radia za twórczość dla dzieci
- 1964 – nagroda specjalna na II KFPP w Opolu za piosenkę Idzie świt
- 1965 – nagroda Polskiego Radia za twórczość dla dzieci
- 1971 – nagroda Polskiego Radia za twórczość dla dzieci
- 1971 – Srebrny Pierścień na Festiwalu Piosenki Żołnierskiej w Kołobrzegu
- 1973 – nagroda Polskiego Radia za twórczość dla dzieci
- 1977 – nagroda Związku Kompozytorów Polskich
- 1979 – nagroda na ogólnopolskim konkursie kompozytorskim za utwory patriotyczne
- 1983 – nagroda Prezesa Rady Ministrów za całokształt twórczości dla dzieci i młodzieży
- 2006 – nagroda w Konkursie Premier na Kieleckich Spotkaniach z Piosenką Żeglarską za utwór Seven Up
- 2009 – Odznaka ZAiKS-u[6]
- 2018 – nagroda ZAiKS-u za całokształt twórczości dla dzieci[6]
- 2018 – Nagroda Specjalna Ministra Kultury i Dziedzictwa Narodowego[3]